# 范惠君
范惠君，中華民國外交官。國立政治大學外交學系碩士畢業，2000－2005年任職於駐雪梨臺北經濟文化辦事處，調任回臺灣後，歷任外交部外交領事人員講習所組長、外交部長室機要秘書、驻新加坡台北代表处副參事、國家安全會議秘書長室機要秘書、外交部亞東太平洋司副司長、駐雪梨臺北經濟文化辦事處總領事銜處長等職務，現任駐聖文森國大使。

## 職業生涯
2018年12月，駐印度代表田中光與印度駐臺代表史達仁（Sridharan Madhusudhanan）在臺北簽署新版的《雙邊投資協定》與《優質企業相互承認協議》。外交部亞東太平洋司副司長范惠君表示，新版本將納入爭端解決機制，透過公正第三方處理，另也保障臺商透過第三地間接投資。
2021年10月，駐雪梨辦事處長范惠君投書《雪梨晨鋒報》，呼籲國際社會「協助臺灣走出中國的陰影」。並指出臺灣與澳洲的緊密關係，是以互惠與互相尊重為基礎，更引述澳洲前總理艾波特於當月在臺北的演說，指為了爭取一個更美好的世界，國際社會必須與臺灣團結一致。
2022年8月，澳洲前總理艾波特與駐雪梨辦事處長范惠君會面，艾波特會後透過Twitter與Facebook發文提到「面對中國政府的好戰」，與范惠君會面是為了「宣示與臺灣團結一致」，「在這個充滿挑戰的時勢之下，民主國家應該要互相支持」。